# Яндекс Календарь
Яндекс Календарь — бесплатный персональный информационный менеджер от компании Яндекс, запущенный 1 октября 2007 года в рамках проекта Яндекс.Нано.
Отличительной чертой данного продукта является интеграция с другими сервисами Яндекс. На данный момент он интегрирован с сервисами Яндекс Почта, Яндекс Карты, Яндекс Афиша и Яндекс.Телепрограмма.

## Возможности
- Планирование дел с различными приоритетами важности с привязкой к календарю, возможность задать время, приоритет, напоминание, а также пригласить других участников.
- Есть возможность выставить напоминания о событиях по выбору: письмом на почту, всплывающим окном или бесплатным SMS-сообщением.
- Можно создать несколько календарей различных цветов на разные темы: работа, учёба, семья и т. д., что позволяет ориентироваться в назначенных событиях.
- Возможно создать списки дел, связанные одной темой, и привязанные к датам и событиям в календаре.
- Можно использовать календарь совместно с другими пользователями, что позволяет планировать общие дела и встречи.
- Календарь имеет мобильную версию, доступную для смартфонов.
- Интегрирован с Яндекс.Картами. Место встречи можно посмотреть на карте и составить оптимальный маршрут. Интегрирован также с Яндекс Погодой, Яндекс.Афишей, Яндекс.Телепрограммой[1], Яндекс.Почтой[2].
- Возможно настроить синхронизацию Яндекс Календаря на мобильном телефоне или на компьютере. Синхронизация позволяет просматривать и редактировать встречи на Яндекс Календаре с мобильного телефона через другие приложения-календари.
- Импорт календарей в формате iCal[3].